# Екваторіус
Екваторіус (Equatorius) — вимерлий примат, ідентифікований за скелетом, що був знайдений у Центральній Кенії в Tugen Hills. 38 великих зубів, що належали гомініду епохи середнього міоцену на додачу до нижньої щелепи й часткового скелета датованих 15,58—15,36 млн років, були знайдені пізніше.

## Аналіз
Анатомічна структура частково була подібна до афропітека і проконсула. Однак, анатомія і морфологія вказує на те, що цей рід був більше наземною твариною.

## Систематика
Ward et al. 1999, використовуючи свою раніше опубліковану роботу, присвячену кеніапітеку африканському, стверджують, що обґрунтованість попередньої класифікації виду була помилковою. До цього висновку дійшли після порівняння щелепної та зубної анатомії.